# 204 (număr)
204 (două sute patru) este numărul natural care urmează după 203 și precede pe 205 într-un șir crescător de numere naturale.

## În matematică
204:
- Este un număr par.
- Este un număr compus.[1]
- Este un număr abundent.[2][3]
- Este un număr refactorabil [4][5]
- Este un număr Erdős-Woods[6][7]
- Este un număr Mian-Chowla.[8][9]
- Este un număr practic.[10][11]
- Este un număr semiperfect (pseudoperfect).[12][13]
- Este un număr piramidal pătratic.[14]
- Este un număr piramidal trunchiat triunghiular.[15]
- Este un număr nonagonal.[16][17]
- Pătratul său, 2042 = 41616, este al patrulea pătrat număr triunghiular.[18]
- Atât 204, cât și pătratul său sunt sume ale unei perechi de numere prime gemene: {\displaystyle 204=101+103\,} și {\displaystyle 204^{2}=41616=20807+20809\,}. Singurele numere mai mici cu acestă proprietate sunt 12 și 84.[19]
- Există 204 polinoame cvintice ireductibile în domeniul GF(4) (dimensiuni în algebra Lie).[20]
- Există 204 de șiruri de lungime 11 caractere care se pot realiza cu un alfabet de 3 litere fără ca subșirurile să se repete consecutiv.[21]
- Există 204 de dispuneri a trei dame care nu se atacă pe o tablă de șah de 5 × 5.[22]
- Există 204 mâini din jocul de poker cu un atu, care sunt cel puțin la fel de bune ca și chinta roială.[23].

## În știință

### În astronomie
- Obiectul NGC 204 din New General Catalogue este o galaxie lenticulară cu o magnitudine 13 în constelația Peștii.
- 204 Kallisto este un asteroid din centura principală.
- 204P/LINEAR-NEAT este o cometă periodică din sistemul nostru solar.